# ایگارکا
شهر ایگارکا (به روسی: Игарка) در کشور روسیه و در منطقه توروخانسکی در سرزمین کراسنویارسک واقع شده‌است.
این شهر ۱۶۳ کیلومتر (۱۰۱ مایل) در شمال مدار قطب شمال واقع شده‌است. ایگارکا شهری تک‌صنعتی است که حول یک کارخانه چوب‌بری ایجاد شده و عملیات فرآوری الوار قطع شده در حوضه رودخانه ینی‌سئی را برای صادرات انجام می‌دهد. تا سال ۱۹۵۶، این شهر تا حد زیادی توسط تبعیدشدگان و زندانیان سیاسی مسکونی بود. از زمان فروپاشی اتحاد جماهیر شوروی در سال ۱۹۹۱، جمعیت این شهر به سرعت کاهش یافته‌است - از ۱۸۸۲۰ (سرشماری ۱۹۸۹) به ۴۴۱۷ (۲۰۱۹) رسیده‌است.

## تاریخچه
ایگارکا در سال ۱۹۲۹ به عنوان کارخانه چوب‌بری و بندر صادرات الوار توسط اداره کل مسیر دریایی شمالی تأسیس شد. الوار در حوضه رودخانه ینی‌سئی قطع می‌شد، تا ایگارکا شناور شده و در آنجا فرآوری و سپس به مراکز توزیع مختلف صادر می‌گردید. این شهر به سرعت رشد کرد زیرا تبعیدشدگان طی کارزار ضد دهقانان ثروتمند (کولاک‌زدایی) به این شهر فرستاده می‌شدند. ایگارکا در سال ۱۹۳۱ به عنوان شهر شناخته شد. ساخت و ساز این شهر توسط بوریس لاوروف هدایت می‌شد، کسی که ایگارکا را به عنوان یک شهر قطبی آرمانی شوروی تصور می‌کرد. در سال ۱۹۳۹، جمعیت این شهر به اوج خود یعنی ۲۳۶۴۸ نفر رسید. توسعه بیشتر به دلیل جنگ جهانی دوم به حالت تعلیق درآمد، اما در اواخر دهه ۱۹۴۰ زمانی که ایگارکا به عنوان یک بندر دریایی تصور می‌شد، از سر گرفته شد.
از سال ۱۹۴۹ تا ۱۹۵۳، پروژه راه‌آهن سالخارد-ایگارکا تلاش ناموفقی برای اتصال ایگارکا به شبکه راه‌آهن روسیه در سالخارد داشت که جان هزاران زندانی گولاگ را گرفت. در جریان تبعیدهای سال‌های ۱۹۴۸ تا ۱۹۵۱، هزاران غیرنظامی از سرزمین‌های تازه اشغال شده اتحاد جماهیر شوروی به ایگارکا تبعید شدند. تنها در جریان عملیات بهار در می ۱۹۴۸ حدود ۶۰۰۰ تا ۱۰۰۰۰ لیتوانیایی تبعید شدند. حدود ۱۰۰۰ تا ۳۰۰۰ نفر از آنها در سال اول بر اثر سرما و شرایط نامناسب جان باختند.
پس از مرگ استالین در سال ۱۹۵۳، پروژه راه‌آهن سالخارد-ایگارکا رها شد و به بسیاری از تبعیدشدگان اجازه بازگشت به خانه داده شد. با این حال، این شهر بهبود یافت و در سال ۱۹۶۵ دومین بندر بزرگ صادرات چوب در اتحاد جماهیر شوروی بود. در این دوره، بلوک‌های مسکونی بتنی در شهر ساخته شدند. پس از فروپاشی اتحاد جماهیر شوروی در سال ۱۹۹۱، کارخانه چوب بری به دلیل هزینه‌های بالای مرتبط با شرایط آب و هوایی سخت و مسافت طولانی برای رسیدن به خریداران، در محیط جدید بازار آزاد دوام نیاورد. این کارخانه در سال ۲۰۰۰ تعطیل شد و منجر به کاهش سریع جمعیت شهر شد. افزایش میانگین دمای سالانه هوا منجر به ذوب شدن یخ‌های دائمی گردید که بسیاری از ساختمان‌های شهر را بی‌ثبات کرده و به ساختار آنها آسیب رساند. برای کاهش هزینه‌های نگهداری و تأسیسات در مورد چنین ساختمان‌هایی، این شهر در اواسط دهه ۲۰۰۰ محله تاریخی خانه‌های عمدتاً چوبی را تخریب کرد و با آتش‌سوزی کنترل شده از بین برد. ساکنان در بلوک‌های آپارتمانی جدیدتر جابجا شدند.